# Ein Käfig voller Helden
Ein Käfig voller Helden (Originaltitel: Hogan’s Heroes) ist eine US-amerikanische Sitcom, die in einem deutschen Kriegsgefangenenlager des Zweiten Weltkriegs spielt. Produziert wurde die Serie von Bing Crosby Productions unter dem Dach der Desilu Studios (zuletzt Paramount Television) für das Fernseh-Network CBS. Insgesamt besteht die Serie, die ursprünglich von 1965 bis 1971 lief, aus 168 Folgen à 25 Minuten.

## Handlung
Die Serie spielt in dem fiktiven deutschen Kriegsgefangenenlager Stalag 13, das sich in der Nähe des Ortes Hammelburg befindet. Im Lager der Luftwaffe werden Gefangene der westlichen alliierten Streitkräfte, also vornehmlich US-amerikanische, britische und französische Soldaten, festgehalten.
Unter Ausnutzung der karikaturhaften Einfältigkeit ihrer Bewacher dient das Lager den Gefangenen als eigene Basis, von der aus sie zahlreiche Sabotageakte durchführen und so die Kriegsanstrengungen der Alliierten mit ihren bescheidenen Mitteln unterstützen.

## Hintergrund
Entwickelt wurde die Serie von Bernard Fein und Albert S. Ruddy, welche auch das Drehbuch für die Pilotfolge schrieben, die noch in Schwarzweiß gedreht wurde. Produziert wurde sie von Edward H. Feldman für die Firma Bing Crosby Productions in Zusammenarbeit mit Bob Crane Enterprises Inc. und dem CBS Television Network. Gedreht wurde die Serie von der Firma Cinema General Studios auf einem Farbfilm von Deluxe.
Als Inspirationsquelle für die Autoren wurde häufig der Film Stalag 17 von Billy Wilder genannt. Die Produzenten des Films verklagten die Macher von Ein Käfig voller Helden immerhin, da sie darin ein Plagiat sahen. Die Klage hatte jedoch keinen Erfolg. Zudem wurde bekannt, dass Fein und Ruddy die Serie ursprünglich in einem amerikanischen Sicherheitsgefängnis spielen lassen wollten, dafür aber keine Geldgeber fanden. Stattdessen wurde die Handlung in ein Kriegsgefangenenlager verlegt, wofür ein Gerücht über die zur gleichen Zeit in Planung befindliche Serie Campo 44 ausschlaggebend gewesen sein soll, die in einem solchen Lager spielen sollte. Der Pilotfilm von Campo 44 gelangte erst später zur Ausstrahlung; ihm folgte keine Serie. Campo 44 wurde daher irrtümlich für eine Kopie von Hogan’s Heroes gehalten.
Nach der sechsten Staffel wurde die Serie eingestellt, denn Bob Crane tat sich schwer mit seinem Erfolg. Seine Gehaltsforderungen stiegen ins Unermessliche, während er immer öfter mit Frauengeschichten und Alkoholexzessen für negative Schlagzeilen sorgte. Bei CBS wurde zudem ein neuer Programmchef eingesetzt, in dessen Konzept für die Serie kein Platz mehr war.
Werner Klemperer erhielt für seine Rolle als Oberst Klink 1968 und 1969 jeweils einen Emmy. Bei einer im Jahr 2002 von der Fernsehzeitschrift TV Guide erstellten „Liste der schlechtesten TV-Shows aller Zeiten“ landete Ein Käfig voller Helden auf Platz 5.

### Deutsche Fassung
In Deutschland lief die Serie erstmals 1992 unter dem Titel Stacheldraht und Fersengeld auf Sat.1, fand jedoch bei ihrer späten sonntäglichen Ausstrahlung wenig Anklang und wurde nach 24 Folgen wieder abgesetzt. Da jedoch bereits alle 168 Folgen eingekauft waren, entschloss sich die Kirch-Gruppe als Inhaberin der Ausstrahlungsrechte zu einer neuen Synchronfassung unter der Leitung von Rainer Brandt. Dieser hatte bereits bei Die 2 und anderen Serien durch den Einbau von Schnodderdeutsch mehr auf Klamauk gesetzt und ihnen so in Deutschland zum Erfolg verholfen. In dieser Fassung, die ab 1994 unter dem neuen Titel Ein Käfig voller Helden werktags auf Kabel 1 lief, wurde die Serie schließlich ein Erfolg.
Neben der freieren Übersetzung, die sich nur grob am Original orientiert, wurde der Unterhaltungswert der Folgen vor allem durch den Einsatz von Dialekten erhöht. Oberst Klink spricht sächsisch, die Gemütlichkeit von Feldwebel Schultz wird mit einem bairischen Dialekt untermalt. Ähnlich ist es mit General Burkhalter, der mit österreichischem insbesondere wienerischem Einschlag spricht, da mehrmals erwähnt wird, dass er aus Wien stammt. Die Darsteller von Schultz und Burkhalter, John Banner und Leon Askin, stammten tatsächlich beide aus Österreich. Aber auch berlinerisch, kölsch, schwäbisch und Platt wurde für einige Nebenfiguren als Dialekt verwendet, die zwar jeweils nur in einer Folge auftauchen, darin aber immer eine wichtige Rolle spielen. Major Bonacelli spricht Deutsch mit italienischem Akzent.
Auch bei den „Helden“ wurden solche Mittel eingesetzt. LeBeau spricht mit französischem Akzent und der Engländer Newkirk stottert, eine Erfindung des Übersetzers, denn Newkirk spricht im Original ein britisches Englisch ohne Sprachfehler. Die Amerikaner sprechen ein neutrales Standarddeutsch. Die Deutschen tun dies ebenfalls, wenn sie in kleinen Nebenrollen oder als Komparsen auftreten.
Klinks Figur wird in der deutschen Fassung weit sympathischer dargestellt; in der Folge Das verflixte Manöver beispielsweise erwidert er die Aussage, die Kriegsgefangenen seien Abschaum, mit „Das ist kein Pack, das sind Menschen“, was im Original nicht vorkommt. Ebenso tritt er General Burkhalter in der Folge Auf in den Kampf! auf dessen Ressentiments gegen Schwarze mit der Aufforderung entgegen: „Nu hier keene Rassennummer [abziehen], nicha!“ Generell werden Dialoge, in denen er im Original wie ein staatstreuer Deutscher wirkte, oft völlig ausgelassen oder ad absurdum geführt. So fängt Klink oft grundlos an zu reimen oder über seine Haushälterin Kalinke zu lästern, und in Telefongesprächen wird sein Hitlergruß meist durch „Ja, Sie mich auch“, „Heil Kräuter!“ oder ähnliches ersetzt.
Frau Kalinke, Oberst Klinks schlesische Putzfrau, die Gegenstand zahlreicher Witze ist, ist ebenfalls eine Kreation der deutschen Fassung und kommt im amerikanischen Original nicht vor. Sie ist daher auch in keiner Folge zu sehen oder zu hören, obwohl sie allen Akteuren bestens bekannt zu sein scheint. Gegenstand der meist anzüglichen Witze ist, dass sie nicht nur den Haushalt von Oberst Klink führt, sondern auch eine Affäre mit ihm hat.
Auch inhaltlich nimmt sich die deutsche Fassung große Freiheiten. So werden aus den Sabotagezielen, welche im Original meist aus Waffenfabriken, Munitionstransporten und ähnlichem bestehen, im Deutschen kurzerhand Fabriken für Schnaps, „synthetisches Toilettenpapier“ und Fertig-Bratkartoffeln für die Front. Dabei ergeben sich häufig Unstimmigkeiten; so wird in der Folge Mit Pfeil und Bogen ein angeblicher „Transport von nachgemachter Coca-Cola“ in die Luft gesprengt, indem ein brennender Pfeil darauf geschossen wird, was mit dem originalen Ziel, einem Laster voll experimentellem Flugzeugtreibstoff, weit plausibler ist.
Bei der Besetzung der Rollen setzte Rainer Brandt verstärkt auf Synchronsprecher aus dem früheren Ost-Berlin. Neben Thomas Wolff als Colonel Hogan, Joachim Siebenschuh als Oberst Klink und Andrea Kathrin Loewig als Sekretärin Hilda waren noch weitere ehemalige DEFA-Schauspieler in der Serie zu hören, darunter Victor Deiß, Madeleine Lierck, Dieter Wien, Dietmar Richter-Reinick oder Horst Kempe. Thomas Wolff, der mit Alan Alda bereits die Hauptrolle in der ebenfalls von Rainer Brandt bearbeiteten Serie M*A*S*H sprach, führte bei den meisten Folgen von Ein Käfig voller Helden auch Synchronregie. In Gastrollen kamen zudem mehrere bekannte West-Berliner Synchronsprecher zum Einsatz, so z. B. Wolfgang Spier, Edgar Ott, Gerd Duwner, Jürgen Thormann, Lothar Blumhagen, Christian Rode oder Judy Winter. Rainer Brandt als Autor der deutschen Dialogbücher war, im Gegensatz zu anderen seiner Produktionen, in der gesamten Serie nur in einer kleinen Rolle zu hören (als Pierre in der Folge Die tapfere Lockente).

## Pilotfolge
Wie in den Vereinigten Staaten üblich, wurde von der Serie zunächst eine Pilotfolge gedreht. Eine solche wird zur frühen Entwicklung der Serienidee verwendet und dient als Ansichtsexemplar für die Verantwortlichen bei den großen Sendern vor der Bestellung einer Staffel. Nachdem die Pilotfolge von Ein Käfig voller Helden Gefallen bei den Verantwortlichen gefunden hatte, wurde sie als erste Folge der Serie verwendet. Sie ist die einzige in Schwarzweiß gedrehte Episode und unterscheidet sich auch inhaltlich in einigen Details von den späteren Folgen:
- Sergeant Carter ist ein Leutnant, der aus einem anderen Lager geflüchtet ist und vorübergehend den Platz eines Insassen von Stalag 13 einnehmen soll, bevor er nach Hause geschickt wird. In Folge zwei taucht er in Hogans Team zuerst nur im Hintergrund wieder auf, wird aber bald zu einer der Hauptfiguren.
- Zu Hogans Team gehört der sowjetische Kriegsgefangene Vladimir Minsk, der vor dem Krieg ein Schneider in Moskau war und den Flüchtlingen und Hogans Mannschaft, verschiedenste deutsche Uniformen, aber auch zivile Verkleidungen anfertigt. Darsteller Leonid Kinskey war jedoch der Ansicht, die Nazis würden in der Serie nicht ernst genug genommen, und weigerte sich daher, einen Vertrag für die Serie abzuschließen, so dass er keinen weiteren Auftritt hat. Seine Aufgaben als Schneider übernahmen Newkirk und LeBeau. In den ersten Episoden tauchen noch sowjetische Kriegsgefangene im Hintergrund oder als bedeutungslose Teammitglieder auf, verschwinden dann aber aus der Serie.
- Oberst Klink hat noch einen Adjutanten. Es gibt zudem weitere energische Unteroffiziere, die später alle nicht mehr vorkommen.
- Klinks Sekretärin Fräulein Helga ist ein Bestandteil von Hogans Team und manikürt nicht nur im unterirdischen Bereich des Fluchttunnelsystems bereitwillig Flüchtlinge. In späteren Folgen ist sie Hogan zwar zugetan, unterstützt aber nicht aktiv seine Pläne und hat von diesen auch keine Kenntnis mehr. Sie wird eher zur naiven Blondine degradiert.
- Das unterirdische Tunnelsystem hat noch einige später nicht mehr vorkommende Einrichtungen, wie zum Beispiel eine Fälscherwerkstatt, in der unter anderem in großen Mengen deutsches Geld gefälscht wird, eine Sauna, einen Frisörsalon und eine unterirdische Fabrik, die täuschend echte Walther-Pistolen herstellt, welche jedoch nur Feuerzeuge sind und deren Verkauf den Gefangenen in der Pilotfolge angeblich einen großen Gewinn einbringt. Diese Werkstätten werden in den weiteren Folgen noch hin und wieder erwähnt (in Folge drei basteln sie dort z. B. einen Orden für Oberst Klink und fälschen eine Auszeichnungsurkunde), aber nicht mehr gezeigt und verschwinden dann gänzlich aus der Serie.
- Es gibt noch keinen Tunnelausgang außerhalb des Lagers. Dieser wird erst nachträglich hinzugefügt und spielt eine wesentliche Rolle für die späteren Handlungen.
- General Burkhalter wird im amerikanischen Original als Oberst betitelt, obwohl er eine Generalsuniform trägt.
- Oscar Schnitzer ist tatsächlich ein die Wachhunde betreuender deutscher Tierarzt, der den Gefangenen nur unbewusst hilft. Im späteren Verlauf der Serie ist er Mitglied des deutschen Widerstands und unterstützt aktiv Hogans Truppe.
- In den ersten Folgen ist das Lagertor ein einfaches, obwohl das Lager mit einem Doppelzaun umgeben ist; später ist das Tor auch doppelt. Dies ist im Vorspann zur Serie immer wieder klar erkennbar, zeigt sie doch beide Varianten des Tors.
- Die Pilotfolge war etwa zwei Minuten länger als die regulären Episoden der Serie und wurde für die Ausstrahlung und den Weiterverkauf leicht gekürzt. Auf DVD wurde der vollständige Pilotfilm veröffentlicht. Drei kurze Szenen liegen daher nur im Originalton vor.

## Besetzung
| Schauspieler                     | Figur                                 | Synchronsprecher in Ein Käfig voller Helden | Synchronsprecher in Stacheldraht und Fersengeld |
| -------------------------------- | ------------------------------------- | ------------------------------------------- | ----------------------------------------------- |
| Bob Crane                        | Colonel Robert E. Hogan               | Thomas Wolff                                | Martin Keßler                                   |
| Werner Klemperer                 | Oberst Wilhelm Klink                  | Joachim Siebenschuh                         | Klaus Jepsen                                    |
| John Banner                      | Feldwebel Hans Georg Schultz          | Tom Deininger                               | Jochen Schröder                                 |
| Richard Dawson                   | Corporal Peter Newkirk                | Wolfgang Ziffer                             | Gerald Paradies                                 |
| Ivan Dixon                       | Staff Sergeant James Kinchloe         | Jörg Hengstler                              | Klaus Münster                                   |
| Robert Clary                     | Corporal Louis LeBeau                 | Dietmar Wunder                              | Santiago Ziesmer                                |
| Larry Hovis                      | Sergeant First Class Andrew J. Carter | Andrej Brandt                               | Uwe Paulsen                                     |
| Leon Askin                       | General Albert Burkhalter             | Robert Dietl                                |                                                 |
| Howard Caine                     | Major Wolfgang Hochstetter            | Klaus Jepsen                                |                                                 |
| Kenneth Washington               | Sergeant Richard Baker                | Michael Deffert                             |                                                 |
| Cynthia Lynn                     | Helga                                 | Andrea Aust                                 | Daniela Hoffmann                                |
| Sigrid Valdis                    | Hilda                                 | Andrea Kathrin Loewig                       |                                                 |
| Bernard Fox                      | Colonel Rodney Crittendon             | Karl Sturm                                  |                                                 |
| Nita Talbot                      | Marya                                 | Helga Sasse                                 |                                                 |
| Arlene Martel                    | „Tiger“                               | Viola Sauer                                 |                                                 |
| Kathleen Freeman/ Alice Ghostley | Gertrude Linkmeyer                    | Barbara Dittus                              |                                                 |
| Stewart Moss                     | Sergeant Olsen                        | Michael Deffert                             |                                                 |
| Jon Cedar                        | Gefreiter Karl Langenscheidt          | Hans Hohlbein                               |                                                 |
| Walter Janowitz                  | Oscar Schnitzer                       | Alexander Herzog                            |                                                 |

Die Sat.1-Fassung (Stacheldraht und Fersengeld) wurde von der Deutsche Synchron Filmgesellschaft GmbH (Berlin) erstellt. Das Buch schrieb Lenz J. Fuhrmann und die Regie führte Klaus D. Pätzold.
Für die Kabel.1-Fassung (Ein Käfig voller Helden) entstand die Synchronfassung bei der Rainer Brand Filmproduktions GmbH. Die Dialoge schrieb Rainer Brandt und Thomas Wolff führte Regie.

## Wichtige Figuren

### Hauptfiguren
- Colonel Robert E. Hogan (alle Folgen): Vordenker und ranghöchster (amerikanischer) Kriegsgefangener. Für ihn sind stets die schönsten Frauen reserviert. Durch seinen Charme kommt er oft an wichtige Informationen heran. Die meisten Pläne der „Helden“ werden von Colonel Hogan ausgearbeitet. Im Grunde ist es nicht Oberst Klink, der das Lager leitet, sondern Hogan, der zum Kommandanten eine vorgetäuschte Freundschaft aufgebaut hat. Dadurch kommt Hogan an so manche geheime Akten und Pläne.

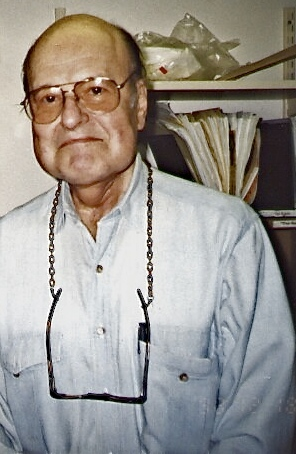
Werner Klemperer, Darsteller des Obersts Klink, 1998

- Werner Klemperer, Darsteller des Obersts Klink, 1998 Oberst Wilhelm Klink (alle Folgen): Der Leiter von Stalag 13 ist nur mäßig intelligent, leidet an Selbstüberschätzung und lässt kein Fettnäpfchen aus. Er muss von den „Helden“ immer wieder vor einer Versetzung an die Ostfront bewahrt werden, da ihre Unternehmungen auf seiner Unfähigkeit beruhen. Er entstammt angeblich einer alten sächsischen Adelsfamilie, die offenbar verarmt ist. Er ist in Dresden geboren und hat es nur auf die Offiziersschule geschafft, weil sein Onkel der Friseur des Dresdner Bürgermeisters war; er war der Schlechteste seiner Klasse. Während des Ersten Weltkriegs diente er zunächst in der Kaiserlichen Armee, danach bei den Fliegertruppen. Später erhielt er das Eiserne Kreuz. Nach Ende des Krieges blieb er in der neu strukturierten Armee der Weimarer Republik. 1922 wurde er zum Oberst befördert und seitdem hofft er, eines Tages General zu werden. Als die Nationalsozialisten die Macht übernahmen, ging er erneut zur Luftwaffe und war Pilot während des Frankreichfeldzugs. Oberst Klink spielt gerne Geige, obwohl er weder musikalisches Talent noch Taktgefühl hat. Klink leidet zudem unter seiner Haarlosigkeit und seinen immer zu engen Stiefeln. Er fürchtet sich vor General Burkhalter und Major Hochstetter, die ihn nur zu gerne wegen seiner offensichtlichen Untragbarkeit für die Wehrmacht an die Ostfront schicken würden. Allerdings verbindet ihn mit General Burkhalter auch eine Gemeinsamkeit: beide mögen Major Hochstetter nicht und hassen die Gestapo. Vor dem Krieg war Klink als Buchhalter in einer Eierlikörfabrik tätig. Burkhalters verwitwete Schwester versucht mit Klink anzubändeln, was Burkhalter begrüßen würde, was aber an Klinks ausgeprägter Abneigung gegen sie scheitert. In der deutschen Version unterhält er ein Techtelmechtel mit seiner Wirtschafterin Kalinke, die jedoch in keiner Folge zu sehen ist (sie kommt im amerikanischen Original gar nicht vor). Sowohl im Original als auch in der deutschen Fassung wird mehr oder weniger offen angedeutet, dass Klink eigentlich recht wenig vom Krieg und vom „Dritten Reich“ hält. Klink ist kein Mitglied der NSDAP und macht des Öfteren bissige Kommentare in Richtung eines Hitlerfotos an seiner Bürowand, wenn außer ihm niemand anwesend ist. In einer Folge wird durch einen toten Briefkasten, in dem nur Klink die von Hogan dort gefundene Nachricht hinterlassen haben kann, angedeutet, dass zumindest ein Teil von Klinks Blödheit nur vorgetäuscht ist.
- Sergeant First Class Andrew John Carter (alle Folgen außer „Ihr größter Bluff“ und „Der große Bankraub“), in der ersten Folge noch Lieutenant: Er ist der Sprengstoff-Experte unter den „Helden“. Trotz seiner Ungeschicklichkeit im Umgang mit dem „heißen Zeug“ wurde niemand von den „Helden“ je verletzt. Bei Sabotageeinsätzen ist er meistens die erste Wahl, wird oft als deutscher General verkleidet und spielt auch zweimal Hitler – jeweils täuschend echt. Jedoch wird auch so mancher Außeneinsatz vermasselt, weil er etwa die Zeitzünder nicht einstellt oder den Kompass verliert. Carter ist indianischer Abstammung. Sein indianischer Name ist „Kleiner Hirsch, der flink und sicher durch den Wald streift“. In der ersten Folge gastierte er nur, wurde aber schon in der zweiten Folge fester Bestandteil der Serie. Laut eigener Angabe hatte er einmal eine Drogerie.
- Feldwebel Hans Georg Schultz (alle Folgen außer „Der Blaue Baron“[7]): Ist in seinem Herzen ein bayerischer Zivilist und wird regelmäßig mit Delikatessen und Süßem aus den Rotkreuzpaketen der Gefangenen bestochen. Für einen Apfelstrudel, eine Haxe mit Knödeln oder G’selchtes (gepökeltes und anschließend geräuchertes Schweinefleisch) sieht er alles, was er sehen soll, und übersieht alles, was er nicht sehen soll. Im Gegensatz zu Klink sind ihm die Vorgänge im Lager durchaus bewusst, sein Motto lautet jedoch: „I seh’ nix, i hör nix und i woaß nix.“ Die Helden überzeugen Schultz des Öfteren davon, ihnen bei ihren Aktionen behilflich zu sein, meistens indem sie ihm mit einer Versetzung an die russische Front drohen. Am Ende stellen sie jedoch immer sicher, dass Schultz unangetastet und somit von der Front verschont bleibt. Im Ersten Weltkrieg kämpfte Schultz ebenfalls schon als Feldwebel und galt als unbeugsamer Soldat, vor dem alle Schützen stramm standen. Der Soldat in Schultz wird von den Helden hin und wieder zum Vorschein gebracht, wenn sie für ihre Missionen einen eindrucksvollen deutschen General oder Feldmarschall brauchen. Vor dem Krieg leitete er eine Firma für Damenunterwäsche, die „Schatullenkrönung“ (in der englischen Originalfassung der Serie ist er Inhaber der Spielzeugfabrik „Schatzi“). Die Schulterklappen von Schultz sind nicht korrekt; die Silberränder müssten vollständig geschlossen sein. Von der Anzahl der Sterne ausgehend ist Schultz Oberfeldwebel. Er trägt jedoch an den Ärmeln seiner Uniformjacke zwei sogenannte Kolbenringe, was ihn als Hauptfeldwebel („Spieß“) ausweist. Inspiriert wurde Schultz durch die gleichnamige Figur aus Billy Wilders 1953er Film Stalag 17.
- Corporal Louis LeBeau (167 Folgen): Ein französischer Gefangener, seines Zeichens hervorragender Chefkoch von Hogans Mannschaft. Er bekocht häufig auf Hogans Initiative Klink und seine hochrangigen Gäste. Seine geringe Körpergröße, wegen der er von Klink häufig als Kakerlake bezeichnet wird, ist bei vielen Sabotageakten von Vorteil. LeBeau ist sehr patriotisch, aber auch sehr stur, besonders wenn es um seine Rezepte und Heilmittel geht. Außerdem ist der kleine Franzose sehr tierlieb; die Wachhunde des Lagers hören sogar auf seine Befehle.
- Corporal Peter Newkirk (166 Folgen): Ein stotternder Engländer mit geschickten Händen, dank derer die „Helden“ immer wieder Safes und Schlösser öffnen können. Vor dem Krieg war er angeblich ein ziemlich guter Zauberer; nach eigenen Angaben sei er „im Palladium geliebt“ worden. Zum Spionieren und Auskundschaften muss er sich immer wieder als altes Mütterchen verkleiden. In der Originalfassung stottert er nicht, dies wurde erst mit der zweiten deutschen Synchronfassung eingeführt.
- Staff Sergeant James Kinchloe (145 Folgen): Als ehemaliger Angestellter einer Detroiter Telefongesellschaft ist er erste Wahl, wenn es um Abhör- und Funkgeräte geht. Er wartet die Funkausrüstung der „Helden“ und hält den Kontakt zum Hauptquartier aufrecht. Da er als Afroamerikaner wegen seiner dunklen Hautfarbe auffallen würde, wird er selten für die Außenmissionen gewählt. Wegen Problemen mit dem Produzenten verließ der Darsteller Ivan Dixon die Serie nach der fünften Staffel, so dass die Figur des Kinchloe in der sechsten Staffel fehlte.
- Helga (22 Folgen)/Hilda (46 Folgen): Klinks blonde und attraktive Sekretärin sowie Empfangsdame. Sie hilft den „Helden“ mit Kleinigkeiten (z. B. lässt sie Briefe und Einladungen, die eigentlich für Klink gedacht waren, verschwinden, um sie Hogan zugänglich zu machen). Sie ist Hogans feste Freundin und würde ihn gerne heiraten. In der ersten Staffel heißt sie Helga (gespielt von Cynthia Lynn), ab der zweiten Staffel wurde sie durch Hilda (gespielt von Sigrid Valdis) ersetzt. Die beiden Rollen sind praktisch identisch und sich auch äußerlich sehr ähnlich, da beide blond und attraktiv sind und von Klink und Hogan „Schnulle“ genannt werden. Beide Darstellerinnen sind im Verlauf der Serie auch in anderen Rollen zu sehen.

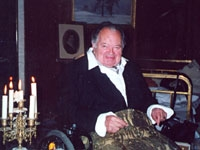
Leon Askin, Darsteller des Generals Burkhalter, 2001

- Leon Askin, Darsteller des Generals Burkhalter, 2001 General Albert Burkhalter (67 Folgen): Er ist die Nemesis von Klink, wird jedoch immer wieder von den „Helden“ ausgetrickst. Er ist stark übergewichtig und feige, wenn es wirklich ernst wird. Gern schiebt er Klink den Schwarzen Peter zu, um selber ungeschoren davonzukommen. Er versucht immer wieder – wenn auch erfolglos – seine unattraktive Schwester Gertrude mit Klink zu verheiraten, doch Klink ist davon nicht angetan, da er reizende Blondinen vorzieht. Allerdings verbinden ihn mit Oberst Klink auch Gemeinsamkeiten: beide mögen Major Hochstetter nicht und hassen die Gestapo.
- SS-Major Wolfgang Hochstetter (37 Folgen): Cholerischer SS-Major, der schnell die Geduld verliert und herumbrüllt. Er ist den „Helden“ stets dicht auf der Spur, muss sie jedoch am Ende immer wieder decken, um nicht wegen des Unvermögens, sie zu stellen, an die Ostfront versetzt zu werden. Ein typischer Ausspruch von Hochstetter und eine Art „Running Gag“ ist, sobald Hogan in Klinks Büro auftaucht, „Wer ist dieser Mann?!?“, oder, mit erhobenem Finger „Was macht dieser Mann hier?“. Er wird in der deutschen Synchronfassung von den Gefangenen häufig als „SS-Arsch“ bezeichnet. Dies ist die Übertragung eines Wortspiels aus dem englischen Original, wo er „SS-Ass“ genannt wird. Dabei wird an die zwei „S“ in „SS“ noch ein drittes angehängt, das in der Aussprache dem englischen Wort „Ass“ (deutsch: Arsch) entspricht. Grob fehlerhaft an der Darstellung Hochstetters ist allerdings der linke Kragenspiegel seiner Uniform, der den Träger als SS-Standartenführer ausweist. Das ist ein Dienstrang, der in der Wehrmacht dem eines Obersts entsprach, also zwei Dienstränge über dem eines Majors rangierte. Im Übrigen war es unüblich, einen SS-Offizier mit einem Wehrmachtsdienstgrad anzusprechen. Zudem entfiel bei der SS die Anrede „Herr“ vor dem Dienstrang. Die Schulterklappe Hochstetters entspricht allerdings dem Dienstrang eines Majors. Er hätte – bei Ausstattung mit einem korrekten Kragenspiegel – mit Sturmbannführer angesprochen werden müssen.
- Sergeant Richard Baker (24 Folgen): Nachfolger von „Kinch“ ab der sechsten Staffel. Er ist Afroamerikaner und der Funkspezialist des Teams.

### Weitere Figuren
- Gefreiter Karl Langenscheidt (16 Folgen): Langenscheidt gehört zur Mannschaft von Stalag 13 und tritt immer wieder kurz in Erscheinung, z. B. um Klinks Gäste anzukündigen oder zu eskortieren. Selten werden ihm auch wichtigere Wachaufträge übertragen. In der Folge „Der Blaue Baron“ vertritt er Schultz als Diensthabender Unteroffizier. Er will seinen ruhigen Posten in der Heimat nicht verlieren und schaut auch schon mal bewusst weg, wenn Hogan etwas unternimmt. Er fragt so z. B. nicht nach, warum Feldwebel Schultz in Paris als General auftritt. Er verrät niemanden an keine Seite und will nur nicht versetzt werden. Der Darsteller der Figur, Jon Cedar, tritt in einer Episode auch in einer anderen Rolle auf.
- Oscar Schnitzer (13 Folgen): Mitglied der Widerstandsbewegung. Als Tierarzt kümmert er sich um die Hunde des Lagers, schmuggelt dabei mit seinem Lieferwagen oftmals Leute ins Lager hinein oder hinaus.
- Colonel Rodney Crittendon (8 Folgen): Britischer Kriegsgefangener, der aufgrund seiner längeren Dienstzeit ranghöher als Hogan ist und deswegen gelegentlich die Führung der Gefangenen übernimmt. Durch sein ungeschicktes Vorgehen vermasselt er sämtliche Geheimaktionen. Er ist der Ansicht, dass es die einzige Aufgabe der Gefangenen sei zu fliehen, da alles andere Zusammenarbeit mit dem Feind sei. Dadurch scheut er sich auch nicht, Leute anzuschwärzen, wenn diese bei Hogans Mannschaft Unterschlupf suchen. Dies kann aber meistens verhindert werden. Hogan und seine Männer setzen daher immer alles daran, Crittendon so schnell wie möglich loszuwerden, sei es durch die Unterstützung einer Flucht nach England oder die Verlegung in ein anderes Lager. Crittendon ist Erfinder des „Crittendon-Plans“, die Bepflanzung der englischen Militärlandebahnen mit Blumen zur Hebung der Moral.
- Sergeant Olsen (8 Folgen): Olsen ist ein amerikanischer Kriegsgefangener und „Außenkorrespondent“ von Hogans Truppe. Immer wieder verlässt er zeitweise das Lager, damit Flüchtende seinen Platz einnehmen können. Ab und an beteiligt er sich aber auch aktiv an den Sabotageakten.
- Marya (7 Folgen): Marya ist eine Agentin der Sowjetunion. Sie gibt sich als von den Kommunisten vertriebene Adlige aus, verkehrt in den höchsten Kreisen, ist dort sehr gut vernetzt, ist sehr intelligent und mindestens so durchtrieben wie Hogan. Da sie ihre Aktionen nie mit Hogan abspricht, bringt sie die „Helden“ oftmals in Bedrängnis, benötigt aber dennoch deren Unterstützung. Hogan und sein Team müssen meistens zwangsweise bei ihren Plänen mitspielen, dies aber immer auch zu Hogans Vorteil. Sie hat keine Probleme damit, wenn wichtige Aufklärungsergebnisse über Hogan zuerst den Engländern in die Hände fallen und nicht zuerst der Sowjetunion zugutekommen. Sie erkennt Hogan nicht als Chef an, was Hogan nervt. Macht er aber alles so, wie sie es will, teilt sie alle Erfolge gerne mit ihm.
- Tiger (7 Folgen): Eine Untergrundagentin des französischen Widerstands. Sie arbeitet bei mehreren Gelegenheiten mit Hogans Männern zusammen. Als ihr die Hinrichtung droht, missachtet Hogan seine Befehle und rettet sie.
- Gertrude Linkmeyer (5 Folgen): Die Schwester von General Burkhalter. Er versucht mehrfach vergeblich, sie mit Oberst Klink zu verkuppeln; ihr Mann[8] gilt an der Ostfront als „vermisst“. Sie wird von Klink oft mit teils derben Begriffen („Zippelgusse“[9], „Zuppelgusse“, „Gesichtseimer“, „Brunfttutte“ und „Kampfhenne, die karniefeln will“) bezeichnet, weil sie bereits um die 50 und nicht sehr attraktiv ist. Zwar gelingt es ihr, Beziehungen zu anderen Männern aufzubauen, aber auch diese sind stets nur von kurzer Dauer. Sie wird bei ihrem vierten von insgesamt fünf Auftritten von einer anderen Schauspielerin dargestellt.
- Major Bonacelli (2 Folgen): Ein Italiener, der zunächst zur Weiterbildung ins Stalag 13 geschickt wird. Eigentlich hat er die Nase voll vom Krieg und will in die Schweiz flüchten, wird dann aber von den „Helden“ zum Bleiben (in Italien) überredet und versorgt die Alliierten mit Informationen. Er wird in den beiden Folgen, in denen er auftaucht, von zwei verschiedenen Darstellern gespielt.

## Eigenschaften und Besonderheiten
Da die Grundidee der Serie sowie der Schauplatz nur eine beschränkte Anzahl von Plots zulassen, tauchen bestimmte Muster in den Geschichten immer wieder auf. Zudem weicht die Serie schon aus dramaturgischen Gründen in zahlreichen Details von der Realität in einem deutschen Kriegsgefangenenlager ab. Im englischsprachigen Original haben die meisten Deutschen einen unterschiedlich stark ausgeprägten deutschen Akzent und verwenden häufig kurze deutsche Phrasen („Jawohl, Herr Kommandant“, „Der Führer“).

### Wiederkehrende Handlungsmuster
Die nationalsozialistischen Machthaber in der Serie gehen öfter davon aus, dass ein Kriegsgefangenenlager niemals bombardiert würde. Daher versuchen sie, neue Geheimwaffen, wichtige Gefangene oder Spitzenwissenschaftler dort unterzubringen.
Die Infrastruktur des Lagers wird auch dazu verwendet, Überläufer und Mitglieder des Untergrunds zu retten, zu unterstützen oder zur Flucht zu verhelfen. Es dient zudem oft als geheime Basis für die Ausführung von Spionage- oder Sabotage-Operationen.
Um die Deutschen im eigenen Sinne handeln zu lassen, verwenden Hogan und seine Männer oft das Bedrohungsszenario einer Versetzung an die Ostfront. Die Vorstellung, ihren gemütlichen Heimatposten im Stalag 13 gegen die harten Bedingungen an der Front tauschen zu müssen, lässt vor allem Klink und Schultz zu Gehilfen von Hogan werden. Aber auch bei Burkhalter und Hochstetter gelingt es Hogan immer wieder, die Ostfront oder ein anderes unangenehmes Szenario so effektiv als real wirkende Bedrohung einzusetzen, dass die beiden unverrichteter Dinge wieder abziehen, obwohl sie wissen, dass etwas nicht mit rechten Dingen zugeht.
In vielen Episoden sind hübsche Frauen involviert, die meist Mitglieder der Widerstandsbewegung sind und sich dank Hogans charmanter Art als willkommene Helferinnen erweisen. Dass es zumindest zu einem Kuss mit Hogan kommt, gehört dabei fast zum Standard.
Bei der Darstellung von „Warenlieferungen“ für die Helden wird immer die gleiche Originalszene eines Fallschirmabsprunges gezeigt (auch wenn es sich um eine Kiste handelt). Das dabei gezeigte Transportflugzeug zeigt eine erst nach dem Krieg entwickelte Fairchild C-119, welche erstmals 1947 flog. Die gezeigte Szene gehört zu einem Video, das einen Massenabsprung einer Luftlandeeinheit zeigt. Es werden aber immer nur die Sekunden gezeigt, die den Absprung nur einer einzigen Person suggerieren. In einigen Folgen kann man aber am rechten Bildrand einen weiteren Fallschirm gerade noch erkennen.
Bei Funkkontakt mit dem korrespondierenden U-Boot wird häufig dieselbe Szene eines vorbeiziehenden Modell-U-Bootes eingespielt.

### Geografie
Als Standort des Lagers wird in der Serie eine Stadt namens „Hammelburg“ genannt. Die geographische Lage wird allerdings widersprüchlich beschrieben: Die Stadt soll sich zum einen in der Nähe von Düsseldorf befinden; Karten in Klinks Büro deuten beispielsweise darauf hin. Allerdings behauptet Klink in Folge 16, dass das Lager nur 60 Meilen von der Nordsee entfernt sei. In einer anderen Episode zeigt er die Gegend von Danzig als Standort. In Folge 56 heißt es, dass die Entfernung von Stalag 13 nach Heidelberg 106,75 km betrage. Düsseldorf und das reale Hammelburg sind jedoch viel weiter von Heidelberg entfernt. Auch die dargestellten Operationen lassen sich nur schwer mit den angedeuteten Standorten vereinbaren: Es kommen oft Mitglieder des in Frankreich operierenden Widerstands Résistance vor und flüchtende alliierte Soldaten werden von U-Booten abgeholt. Die Strecke nach Schweinfurt, das rund 20 km vom realen Hammelburg und rund 270 km von Düsseldorf entfernt liegt, wird bei einem Einsatz in einer Nacht in beide Richtungen zu Fuß zurückgelegt. In Folge 9 passiert ein Transport mit schwerem Wasser auf dem Weg von Norwegen nach Berlin das Lager. Diese Angabe ist auch insofern problematisch, da sich die deutsche Nuklearforschung nachweislich in Stadtilm in Thüringen befand und die Tests vermutlich auf dem Militärgelände bei Ohrdruf durchgeführt wurden.
Das reale Stalag XIII C befand sich in der Nähe des unterfränkischen Ortes Hammelburg, hat aber abgesehen davon keinen Bezug zur Serie.

### Sprache und Kultur
Es gibt keine Sprachbarriere, d. h. Hogans Männer können sich problemlos als Deutsche ausgeben, was in zahlreichen Folgen Anwendung findet.
Beschriftungen sind zwar oft auf Deutsch, häufig aber auch auf Englisch – selbst dort, wo es unpassend ist, wie zum Beispiel an Klinks Büro (dort steht COL. Klink statt Oberst Klink). Teilweise wurden englische Begriffe auch fehlerhaft ins Deutsche übersetzt. Beispielsweise warnt eine Tafel in Folge 19 der zweiten Staffel mit der Aufschrift Hoche Sprenggefahr. Die Schilder an den Baracken sind mit Barracke beschriftet, was ihrer englischen Schreibweise näher kommt als der deutschen. Requisiten wie Munitionskisten oder Kartons sind zumeist unsinnig beschriftet. Die Beschriftungen sind häufig nur die wortgetreuen Übersetzungen englischer Begriffe, die so aber nie an deutschen Kisten verwendet wurden. Auch deutsche Warn- und Verbotsschilder sind in fehlerhaftem Deutsch oder mitunter auch auf Englisch beschriftet.
Auch im Deutschen stimmen einige Begriffe nicht mit den gebräuchlichen oder historisch korrekten Bezeichnungen überein. Die Ostfront wird fast durchweg als „Russische Front“ bezeichnet, obwohl dieser Begriff nicht gebräuchlich ist und die Front nur teilweise in Russland lag. Es wird oft von Sibirien als Synonym für die Ostfront gesprochen, obwohl die Wehrmacht niemals bis nach Sibirien vorgedrungen ist. Ebenso stimmen die verwendeten Bezeichnungen für die beiden Weltkriege nicht mit den damals verwendeten überein, da man damals den Ersten Weltkrieg den „Großen Krieg“ oder schlicht den Weltkrieg nannte und der Zweite Weltkrieg der „aktuelle“ Krieg war.
Allgemein entspricht das in der Serie vermittelte Deutschlandbild stark amerikanischen Klischeevorstellungen. So findet sich in fast jedem Ort ein „Hofbräuhaus“, Inventar und Baustil von Häusern sind stets in einem rustikalen bayerischen Ambiente gehalten, und Ortsnamen enden fast immer auf -stadt, -burg, -heim oder -hof.
Frauen tragen grundsätzlich Röcke oder Kleider, was durchaus der Zeit entspricht, jedoch sind die Schnitte und Rocklängen eher der Zeit entlehnt, in der die Serie gedreht wurde. Röcke und Kleider sind in der Serie grundsätzlich kniefrei, was in den 1940er Jahren undenkbar war.

### Militärische Hierarchie
Mittlere Ränge kommen selten vor. Kriegsgefangenenlager konnten durchaus von einem Oberst geleitet werden. Die zweithöchste Person im Lager ist (Ober-)Feldwebel Schultz, der in der militärischen Hierarchie viel weiter unten steht. Ein Leutnant oder Hauptmann ist offenbar kein Teil des ständigen Personals. Diese Ränge kommen höchstens in einzelnen Episoden vor. Ebenso auf alliierter Seite: Hogan selbst ist Colonel, was einem deutschen Oberst entspricht. Seine Leute sind aber alle nur Sergeants oder Corporals, also Stabsgefreite oder Unteroffiziere, und damit unter dem Rang von Schultz. (Abgesehen von Carter, der in der Pilotfolge ein First Lieutenant (Oberleutnant) war; allerdings auch noch nicht zu den ständigen Lagerinsassen gehörte.) Auch hier kommen die mittleren Ränge nur gelegentlich als Teile einer Episode vor.
Der Besuch hoher Offiziere kommt sehr häufig vor. General Burkhalter, der für die Kriegsgefangenenlager in der Gegend von Stalag 13 zuständig ist, tritt in insgesamt 67 Folgen auf,. Sogar Generalfeldmarschälle, von denen es im Zweiten Weltkrieg nur gut 20 gab, kommen wiederholt vor. Alle diese Nebenfiguren sind fiktiv. Bis auf zwei Telefonate mit Himmler, bei denen dieser weder zu hören noch zu sehen ist, und einen Besuch von Generalfeldmarschall Albert Kesselring, treten keine historischen Persönlichkeiten auf.
General Burkhalter ist der Vorgesetzte von Oberst Klink, obwohl er ganz eindeutig eine Uniform des Heeres trägt. Klink ist Angehöriger der Luftwaffe, deswegen müsste Burkhalter ein General der Luftwaffe sein, um der Vorgesetzte von Klink zu sein.
Die Leute der SS haben alle reguläre Armeeränge, was damals praktisch unmöglich war (Die Wehrmacht wollte keine zweite Militärmacht neben sich dulden und die SS verstand sich als überlegener Eliteverband). So trägt der als Major bezeichnete Hochstetter die Uniform eines Standartenführers, was jedoch einem Oberst entspräche. Außerdem tragen die SS-Männer grundsätzlich schwarze Uniformen, welche nur die SS-Totenkopfverbände (für Konzentrationslager und den Holocaust zuständig) und die Leibstandarte SS Adolf Hitler als Ausgehuniform, nicht aber im Dienst, trugen. Die Waffen-SS als Waffenträger neben der Wehrmacht trug schon ab März 1938 feldgraue Uniformen. Auch sonst kommen die SS-typischen Rangbezeichnungen so gut wie nie vor. Zudem durften SS-Angehörige nicht mit „Herr“ angesprochen werden, sondern nur mit ihrem SS-Rang. Dies hätte in der Realität damals schwere disziplinarische Strafen nach sich ziehen können, da die SS sich als privilegierter Eliteverband verstand und die Missachtung dieser Regeln auch als Missachtung der SS angesehen worden wäre.
Den Kostümbildnern unterläuft ein weiterer Fehler bei den SS-Uniformen, die sie mit nur einem Schulterstück versehen. Das ist für die SS der 1930er-Jahre grundsätzlich korrekt, wurde aber schon ab 1936 wieder geändert. Ab 1940 trugen alle Mannschafts- und Offiziersdienstgrade grundsätzlich beidseitig Schulterstücke auf ihren Dienstuniformen. Ausnahmen gab es nur noch für die Ausgehuniformen der Generalität, die davon aber kaum Gebrauch machte.
Bei ihren Außeneinsätzen tragen die Gefangenen nicht selten zur Tarnung SS-Uniformen. Dies wäre bei einigen der Darsteller aber sofort als Tarnung aufgeflogen, ist z. B. der Darsteller von Louis LeBeau viel zu klein, um in die SS aufgenommen werden zu können. Auch James Kinchloe wäre in jeder deutschen Uniform sofort als Agent enttarnt worden, denn in keiner deutschen Streitkraft, schon gar nicht in der SS, diente auch nur ein farbiger Soldat. Tatsächlich wurde dem in Hamburg lebenden Farbigen mit deutscher Mutter Hans-Jürgen Massaquoi sogar ein freiwilliger Dienst in der Wehrmacht mit Hinblick auf seine Hautfarbe verwehrt. Einzige Ausnahme stellte die Legion Freies Arabien dar, deren Angehörige sich aber durch ihre sandfarbene Uniform klar hervorhoben.
Die Begriffe SS und Gestapo werden synonym verwendet. Hochstetter ist einmal bei der SS, dann wieder bei der Gestapo, obwohl diese nicht identisch, sondern nur organisatorisch miteinander verwoben waren. Die Gestapo unterstand als Polizeieinheit dem Innenministerium, die SS hingegen nur dem Führer direkt bzw. dem Reichsführer SS Heinrich Himmler in dessen Auftrag. Außerdem hatte die SS mit dem Sicherheitsdienst (SD) ihren eigenen Geheimdienst, der zunächst primär die Polizei und eigene Parteimitglieder bespitzeln sollte, im Lauf des Krieges aber zum führenden Geheimdienst des Deutschen Reiches wurde.
Auf Uniformen von SS-Angehörigen werden deren SS-Runen auch schon mal um 90° verdreht dargestellt, was real unmöglich war.
Obwohl Schultz beständig als „Feldwebel“ bezeichnet wird, trägt er die Insignien eines Oberfeldwebels (zwei Sterne auf den Schulterstücken, vier Schwingen am Kragenspiegel). Zudem fehlt die unterste Tresse an der Schulterklappe. Die beiden dünnen Streifen an jedem Unterärmel der Uniform (im damaligen Jargon scherzhaft als „Kolbenringe“ bezeichnet) weisen ihn zudem als Kompaniefeldwebel aus, der er aber in der Serie mit ziemlicher Sicherheit nicht war. Seine Uniform hat einen weiteren damals unverzeihlichen Fehler: Das Hakenkreuz unter dem Adler auf der rechten Brustseite ist verkehrt herum aufgestickt.
Obwohl Crittendon Engländer ist, wird er beharrlich als „Colonel“ angesprochen. Dies ist insofern falsch, als es in der Royal Air Force diesen Rang nicht gibt. Der vergleichbare Rang – der „Staffelführer“ oder Group Captain – hatte zwar dieselben Befugnisse und stand auf derselben Gehaltsebene, wurde jedoch nie als „Colonel“ bezeichnet. In einer anderen Episode wird allerdings ein Freund von Hogan mit „Group Captain“ angesprochen.
Ein weiterer historischer Fehler ist, dass Hogan von neu eingelieferten Gefangenen verlangt, dass sie entsprechend der Dienstvorschrift nur Name, Dienstrang und Dienstnummer angeben sollen. Das ist historisch falsch, denn eine solche Anweisung wurde erst im Koreakrieg erlassen, als viele gefangene US-Soldaten in nordkoreanischen Propagandasendungen ihre Landsleute zu Friedensverhandlungen aufriefen. Die Anweisung wurde zudem auch später z. B. im Vietnamkrieg nur nachlässig befolgt.

### Lageraufbau und die Infrastruktur der Helden
Eine feste Komponente in der Serie ist die Infrastruktur, die den „Helden“ zur Verfügung steht. Hogan hat mit seinen Männern ein umfangreiches Tunnelsystem geschaffen, das in fast jedes Gebäude des Lagers reicht. In der Pilotfolge umfasst dieses unterirdische System sogar weitere Einrichtungen wie eine Gelddruckerei, ein Dampfbad, eine Waffenwerkstatt, eine umfangreiche Kleiderkammer, einen Friseursalon, in dem sogar Maniküre von Klinks eigener Sekretärin angeboten wird. Nach der Pilotfolge sieht man von den unterirdischen Anlagen praktisch nur noch den Funkraum. Die Zugänge zum System werden aber immer wieder gezeigt. So hat ein Zugang einen automatischen Öffnungsmechanismus, bei dem ein Bett nach oben fährt und der Matratzenrost in eine Luke darunter schwenkt und als Leiter dient. Vier weitere Zugänge befinden sich unter der Hundehütte, außerhalb des Lagers in einem Baumstumpf, in der Wand der Arrestzelle sowie unter dem Ofen in Klinks Privatwohnung.
Es wird auch bei gründlichen und lang anhaltenden Durchsuchungen der SS selten etwas gefunden. Zwar wird in den Episoden „Das gemeinsame Ziel“ und „Es war einmal ein General“ ein Tunnel entdeckt, was aber folgenlos bleibt.
Weiterhin verfügen die „Helden“ über zahlreiche nützliche Extras. Um nach England zu funken, wird ein Sendemast ausgefahren, der sich in der Stange der Hakenkreuzfahne auf dem Dach des Kommandanturgebäudes befindet. In einem Bild in Klinks Büro, auf dem Hitler bei einer Rede zu sehen ist, ist anstelle des Mikrofons im Bild ein echtes Mikrofon eingebaut.
In einigen Folgen hängt auch ein Bild von Heinrich Himmler in Klinks Büro, durch dessen herausnehmbare Augen Klinks Büro ausspioniert werden kann.
Die Kommandantur ist von den Baracken nicht durch einen Zaun oder Ähnliches getrennt. Daher kann Hogan jederzeit bei Klink vorbeischauen.
Da die Außenaufnahmen in Kalifornien stattfanden, unterscheidet sich die Vegetation um das Lager deutlich von der Mitteleuropas.

### Technik
Autos sind häufig Rechtslenker, obwohl sowohl in den USA (dem Produktionsort) als auch in Deutschland Linksverkehr nicht existierte. Zwar gab es auch in Kontinentaleuropa Gebiete  mit Linksverkehr, so z. B. in der Tschechoslowakei (bis 1938), in Ungarn (bis 1941) und in Teilen Österreichs (bis 1938), aber wieso diese Fahrzeuge in einem Kriegsgefangenenlager weitab dieser Länder zum Einsatz kommen sollen, bleibt offen. Kaum ein Fahrzeug wurde wirklich in der deutschen Armee verwendet. Folge 147 (Klinks blaue Periode) wartet z. B. mit einem VW Käfer aus den 1960er Jahren auf. Der VW Käfer ist zwar eine Vorkriegsentwicklung, wurde aber vor dem Krieg nur als Prototyp entwickelt und gebaut. Die Nachkriegsmodelle unterscheiden sich jedoch nicht nur optisch stark von den Prototypen, was nicht verwundert, liegt doch ein Jahrzehnt Entwicklungsgeschichte zwischen ihnen.
Klinks Dienstwagen trägt ein mit „WH“ beginnendes Nummernschild. „WH“ stand aber für „Wehrmacht Heer“, sein Dienstwagen hätte ein „WL“-Kennzeichen haben müssen für „Wehrmacht Luftwaffe“. Gleiches trifft auf den Dienstwagen des fälschlicherweise als Major bezeichneten Standartenführer Hochstetter zu. Auch hier ist ein „WH“-Kennzeichen falsch, denn die Fahrzeuge der SS hatten ein mit SS (in Blitzrunen) beginnendes Kennzeichen. Dieser Fehler wird noch auffälliger, denn selbst zivile Fahrzeuge wie das Fahrzeug des mit den Gefangenen zusammenarbeitenden Tierarztes für die Wachhunde trägt ein militärisches WH-Kennzeichen ohne äußerliche militärische Kennzeichen. Selbst zivile Fahrzeuge in Paris haben ein WH-Kennzeichen. Es gab aber im dritten Reich klare Vorgaben, wie ein lokales Kennzeichen aussehen muss.
Im Vorspann und in der Serie ist auch ein Mercedes-Benz W 31 zu sehen. Dieser Fahrzeugtyp wurde zwar auch in der Wehrmacht verwendet, allerdings gab es bei der Wehrmacht nur elf Fahrzeuge überhaupt – alle Cabrios – und praktisch alle wurden nur zu Repräsentationszwecken genutzt.
Oft sind außerhalb des Lagers, so zum Beispiel im Hotel, Lichtschalter und Steckdosen nach amerikanischem Standard zu sehen. Im Unterschied zu den gezeigten Kippschaltern, waren im Deutschland der 40er Jahre Drehschalter wesentlich gängiger.
In mehreren Folgen, u. a. in Folge 2 der ersten Staffel (Operation „Tiger“), wird ein schwerer deutscher Kampfpanzer Tiger I durch eine leichte amerikanische Panzerhaubitze vom Typ M7 Priest dargestellt. Des Öfteren tragen die Wachen amerikanische Thompson-Maschinenpistolen. Deutsche Standardwaffen wie insbesondere die Mauser K98 sind selten zu sehen, Schultz trägt hingegen oft ein norwegisches Krag-Jørgensen-Gewehr. Häufig wird auch die MP40 gezeigt, obwohl diese nur in geringer Stückzahl produziert wurde und hauptsächlich an Gruppenführer wie z. B. Unteroffiziere und höhere Ränge ausgegeben wurde. Allerdings ist es historisch insoweit korrekt, dass die Wehrmacht Beutewaffen verwendete und eigene, „moderne“ Waffen nur an vorderster Front einsetzte. Je weiter ein Soldat von der Front entfernt war, desto „schlechter“ wurde die Ausrüstung.
Bei mehreren Aktionen sind Lokomotiven und Züge zu sehen. Diese tragen immer einen zentralen Scheinwerfer, wie er an US-Loks üblich war, nie aber die Zweilicht- oder Dreilicht-Spitzenscheinwerfer europäischer Loks. Zudem sind an den Loks und Wagen nie die in Europa üblichen zwei Puffer zwischen Lok und Wagen zu sehen, die in den USA nie verwendet wurden, da es dort immer nur die in Europa exotischen Mittelpufferkupplungen gab.
Mittelpufferkupplungen gab es in Deutschland nur in Form der Scharfenbergkupplung bei den Schnelltriebwagen, niemals aber bei Dampfloks oder Einzelwagen.
Ein weiterer Fehler sind die in der Serie gezeigten deutschen Stahlhelme. Sie haben zwar grob die Form deutscher Stahlhelme, sind aber fast alle historisch falsch. Insbesondere die Stahlhelme der Nebendarsteller haben zwar die korrekte Wölbung, entsprechen aber der Form des Ersten Weltkrieges mit weit über die Ohren ragendem Schutz. Andere Helme sind korrekt kürzer geschnitten, dafür aber zu rechteckig und sie liegen zu dicht am Kopf an. Insbesondere SS-Einheiten scheinen keine Polsterung im Helm zu haben.
Falsch sind grundsätzlich alle Hoheitszeichen an den deutschen Militärfahrzeugen. Keines trägt das korrekte Balkenkreuz, sondern alle eine rote Fahne mit Balkenkreuz und einem Hakenkreuz in der Mitte. Dieses Kennzeichen ist vorbildlos.

### Zeit
Obwohl die Serie in einem konkreten historischen Umfeld spielt, fehlen konkrete Bezüge zu realen Ereignissen fast vollständig. In der Pilotfolge wird zu Beginn eingeblendet, dass die Handlung im Deutschland des Jahres 1942 spielt. Historisch ist dies insoweit problematisch, da es nennenswerte amerikanische Gefangenenzahlen in deutschen Lagern erst ab 1943 gab, weil die Amerikaner nach dem Kriegseintritt im Dezember 1941 und der sich durch Mobilisierung und Truppenverschickung nach Europa ergebenden Verzögerungen erst ab Ende 1942 Luftangriffe auf dem europäischen Kontinent durchführten, bei denen amerikanische Fliegermannschaften in deutsche Gefangenschaft geraten konnten.
Eine Episode zeigt ein Schild mit dem Jahr 1943. Die Folge „Das große Durcheinander“ (engl. „D-Day at Stalag 13“), bei der es sich um die dritte Folge der dritten Staffel handelt, spielt um die Zeit des D-Day, gibt damit also einen Bezug zum Juni 1944.
Einen weiteren Bezug zum Sommer 1944 gibt es in Folge 84 (Staffel 3), als Hogan Klinks Büro betritt und dort die aktuelle Kriegslage auf einer Glaswand aufgezeichnet ist. Sie zeigt im Osten die Frontlage vom Frühjahr 1944, vor der Operation Bagration, und im Westen hat der D-Day noch nicht stattgefunden. Die Grenzen der Länder sind allerdings mitunter falsch. Deutschland hatte auf der Karte noch einen Zugang zum Mittelmeer, den real Österreich mit der Niederlage im I. Weltkrieg aber verlor. Auch das Attentat vom 20. Juli 1944 auf Hitler wird zweimal thematisiert. So hilft man in Folge 27 (Staffel 1) Oberst Klink aus der Patsche, dass er nicht als Verschwörer von der Gestapo verhaftet wird, obwohl dieser von dem Mordkomplott gegen Hitler keine Ahnung hat. In Episode 32 (Staffel 2) erhält der General Stauffen (Anspielung auf Stauffenberg) von den „Helden“ die Aktentasche zugespielt, die Hitler später töten soll.
Als Hogan in zivil die Schwester eines SS-Offiziers in einer Gaststätte ausfragt, erklärt diese, dass dessen 6. SS-Division sich gerade in Nordafrika im Raum Tobruk neu formiere. Dies würde auf den Sommer 1942 hindeuten, denn Ende 1942 gab es dort nur noch Rückzüge und Evakuierungen der deutschen Truppen, bevor Anfang 1943 die Reste des Afrikakorps vernichtend geschlagen wurden.
Bedeutende Kriegsereignisse werden kaum reflektiert. Auch wird die steigende Zahl von Luftangriffen in den letzten Kriegsjahren nicht thematisiert. Die sechs Staffeln der Serie können auch nicht mit der dargestellten Zeit in der Serie gleichgesetzt werden, da sie doppelt so lang ist, als die drei Jahre, die laut Zeitangabe in der Pilotfolge bis zum Kriegsende verbleiben würden.
Die Staffeln der Serie liefen bei Erstausstrahlung immer von September bis März/April im Fernsehen. Dazu passend kommen allgemeine jahreszeitliche Ereignisse wie Weihnachten vor. Jedoch finden Herbst und Frühling kaum statt. Stattdessen wird die Umgebung fast ständig winterlich mit Schnee und z. B. Eisblumen am Fenster dargestellt.
Über alle Staffeln hinweg wird Klink häufig mit der Versetzung nach Stalingrad unter Druck gesetzt. Die Einkesselung und Vernichtung der 6. Armee in Stalingrad mag hier in der Erinnerungskultur der 1960er Jahre für einen besonders unangenehmen Einsatzort gestanden haben. Tatsächlich bestand das Risiko real aber gar nicht, da die deutschen Truppen nur von Herbst 1942 bis Februar 1943 in Stalingrad waren. Es gab während der viermonatigen Einkesselung in Stalingrad keine Verlegung von Luftwaffeneinheiten nach Stalingrad. Es wurden nur Einheiten der Versorgungsflieger nach Osten verlegt, die dort allerdings bei der Versorgung Stalingrads exorbitante Verluste erlitten. Dennoch wird immer wieder von Stalingrad als Drohkulisse gesprochen, selbst wenn der D-Day (6. Juni 1944) längst in der Serie stattgefunden hat. Zu dem Zeitpunkt stand die Ostfront kurz vor der sowjetischen Operation Bagration, welche die gesamte Heeresgruppe Mitte der Deutsche Wehrmacht binnen weniger Monate im Sommer 1944 komplett zerschlagen und vom Gebiet der Sowjetunion verdrängen würde. In der deutschen Fassung wird hingegen häufig allgemein von „der Ostfront“ oder Sibirien gesprochen. Korrekt ist allerdings, dass eine Versetzung an die deutsche Ostfront zu jeder Zeit einem Todesurteil oder zumindest der Aussicht auf Gefangenschaft gleichkam.

## Trivia
- Werner Klemperer hatte einen persönlichen Bezug zum Thema des Zweiten Weltkriegs. Sein Vater Otto Klemperer war ein bedeutender Dirigent des 20. Jahrhunderts, der wegen seiner jüdischen Herkunft 1933 aus Deutschland fliehen musste. Sein Onkel zweiten Grades Victor Klemperer wurde weltweit durch sein sprachanalytisches Werk LTI – Lingua Tertii Imperii bekannt. Werner Klemperer hatte vor Beginn der Serie bereits in Urteil von Nürnberg und Das Narrenschiff einen Offizier der Wehrmacht gespielt. Er übernahm die Rolle des Oberst Klink nur unter der Bedingung, dass dieser immer gegen Hogan verlieren würde. Im Gegensatz zu Oberst Klink in der Serie spielte er sehr gut Geige (und auch Klavier).
- Klink, Burkhalter und Schultz sowie Major Hochstetter, also fast alle deutschen Hauptfiguren der Serie, wurden von Schauspielern jüdischen Glaubens gespielt.
- John Banner sprach ursprünglich für die Rolle des Oberst Klink vor.
- Ursprünglich sollte Walter Matthau die Rolle des Col. Hogan spielen.
- Robert Clary war während des Zweiten Weltkriegs Gefangener in einem deutschen Konzentrationslager und hatte noch die tätowierte Registriernummer auf dem Arm. Deshalb trägt er fast ausnahmslos Kleidungsstücke mit langen Ärmeln.
- Sigrid Valdis, die Darstellerin von Hilda, war im wirklichen Leben mit dem Hogan-Darsteller Bob Crane verheiratet. Sie war auch einmal in einer anderen Nebenrolle als Klinks Geliebte zu sehen, die ihm aber von Hogan abspenstig gemacht wird.
- Das in Großbritannien bekannte Kriegsgefangenenlager Schloss Colditz in Sachsen lieferte durch eine Reihe spektakulärer Fluchten und Fluchtversuche Vorlagen für die Serie.
- In einigen Episoden sieht man kurz nächtlich den Hausner Hof mit Grindelwald Palace beschriftet. Allerdings handelt es sich tatsächlich um die Hotelanlage des Hotel Palace in Wengen im Kanton Bern, Schweiz.
- In einigen Folgen sind auch in der deutschen Fassung kurzzeitig die Originalstimmen der Schauspieler zu hören, vorwiegend bei Gesangseinlagen, so beispielsweise in den Episoden 1x6 („Das graue Phantom“) und 1x27 („Die Safeknacker Suite“).
- Im Laufe der Serie wird in der deutschen Fassung wiederholt die vierte Wand durchbrochen. Unter anderem lehnt Hogan es ab nach England zurückzukehren, weil dann die Serie ja beendet wäre. Als Hochstetter mal wieder in Richtung Hogan brüllt „Wer ist dieser Mann?“, antwortet Klink genervt: „Das ist der Hogan, den sollten Sie langsam mal aus den anderen Folgen kennen.“ (ab diesem Zeitpunkt fragt Hochstetter „Was macht dieser Mann hier?“).
- In mehreren Folgen wird die Titelmelodie der Serie gesummt oder gepfiffen.
- Die Landkarte, welche häufig im Hintergrund an der Wand zu sehen ist, zeigt das südliche Stadtgebiet von Düsseldorf, gut zu erkennen am Himmelgeister Rheinbogen und dem Rheinknie. Die Eisenbahn, auf welche oft bei der Planung von Sabotageakten verwiesen wird, ist laut Karte die Hammer Eisenbahnbrücke.
- Die Figur des Colonal Robert E. Hogan wurde vom Serienschöpfer Bernard Fein nach dem Schauspieler Robert Hogan benannt, der mit diesem befreundet war.[11]

## Vermarktung und Popkultur
Laut Schätzungen des Produzenten Albert S. Ruddy spielte Ein Käfig voller Helden bis 1993 rund 87 Millionen Dollar ein.

### Vermarktung
- 1965 brachte die Firma Fleer einen 66-Sammelkartensatz für die Serie heraus.
- Zwischen 1966 und 1969 veröffentlichte Dell Comics zur Serie eine Comicheft-Serie mit neun Ausgaben. Wobei die ersten acht Ausgaben zwischen 1966 und 1967 erschienen. Zwei Jahre später erschien die neunte und damit letzte Ausgabe. Diese war allerdings eine Wiederauflage der ersten Ausgabe, kostete jedoch 3 US-Cent mehr als die zuvor veröffentlichte Ausgabe.
- 1966 wurde eine Schallplatte mit dem Titel Hogan’s Heroes Sing the Best of World War II veröffentlicht. Gesungen haben Robert Clary, Richard Dawson, Ivan Dixon und Larry Hovis.
- Im Jahr 1968 brachte MPC einen Bausatz eines Jeep-Modells im Maßstab 1:25 als „Hogan's Heroes' World War II Jeep“ auf den Markt. Im Jahr 2003 brachte AMT/ERTL ebenfalls ein Jeep-Modell im Maßstab 1:25 heraus, allerdings mit kleineren Veränderungen.
- Zudem wurden immer mal wieder Spielzeuge auf den Markt gebracht. 2003 das Spielzeugauto „Kübelwagen“ der Firma Johnny Lightning aus der Sammel-Serie „Hollywood on Wheels“, bereits 1975 wurde ein Zinkguss-Spielzeugauto eines Horch 830 von LJN Toys veröffentlicht. 1977 brachte Harmony mehrere kleine Plastikspielzeuge auf den Markt, so bspw. ein Signal Sender & Compass, Peri-Peeper, Periscope, ID Card & Badge und ein Armored Patrol. Im Jahr 1966 wurde das Brettspiel „Hogan's Heroes – The Bluff Out Game“ von Transogram veröffentlicht.
- 2002 veröffentlichte der amerikanische Figurenhersteller Sideshow Collectibles 12-Zoll große Action-Figuren von Colonel Hogan, Oberst Klink und Feldwebel Schultz, diese waren auf 10.000 Stück limitiert.

### Videospiel
- In der Battalion Wars-Reihe werden die Infanteristen der Western-Frontier-Einheiten als „Herman’s Heroes“ bezeichnet, eine offensichtliche Anspielung auf den Originaltitel der Serie. Ebenso gibt es im Videospiel eine Mission namens „Herman’s Heroes“ mit dem Ziel, ein Gefangenenlager zu befreien und den Nachschub der gegnerische Einheit zu erobern.

### Print
- Das MAD-Magazin brachte im Januar 1967 eine mehrseitige Parodie der Serie unter dem Titel „Hokum’s Heroes“. In der gleichen Ausgabe wurde die Serie noch mal unter dem Titel „Hochman’s Heroes“ parodiert und auf die Spitze getrieben: Die Handlung spielt nun im Konzentrationslager Buchenwald.

### Fernsehen
- In der Zeichentrickserie Die Simpsons hat Oberst Klink einen Gastauftritt in der Folge Homer liebt Mindy, er wird von Werner Klemperer selbst synchronisiert. Zudem wird er in der Episode Allgemeine Ausgangssperre in einem Musical-Song erwähnt. Feldwebel Schultz findet in der Folge Kraftwerk zu verkaufen Erwähnung („Guten Morgen. Ich bin Horst. Die neuen Besitzer haben mich gewählt mit euch zu sprechen, weil ich so wenig bedrohlich wirke. Vielleicht erinnere ich euch an den liebenswerten Sergeant Schultz aus der Kriegsgefangenenserie.“).
- Auch in der Serie Batman aus den 1960er Jahren spielt Oberst Klink eine Gastrolle. In der Folge High Noon in Gotham City – Teil 2 (Originaltitel: It’s How You Play The Game), während Batman und Robin eine Hauswand entlang klettern, treffen die beiden auf Oberst Klink. Klinks Auftritt bei Batman ist darüber hinaus ungewöhnlich, da Ein Käfig voller Helden bei CBS ausgestrahlt wurde, während Batman zur gleichen Zeit beim Network-Rivalen ABC lief.
- Feldwebel Schultz’ bekannte Aussage „I seh’ nix, i hör nix und i woaß nix.“ – zweifellos eine Anspielung auf die drei Affen – ist vielen im Gedächtnis geblieben. Beispielsweise in Staffel 5 Folge 1 Lebe frei oder stirb (Originaltitel: Live Free or Die) der Serie Breaking Bad macht Saul Goodman einen Vorschlag, wie Skyler White reagieren soll, falls die Polizei fragen zum Unfall Ted Benekes stellen wird: „Für den unwahrscheinlichen Fall, möchte ich, dass Sie an eines denken: Ein Käfig voller Helden. Feldwebel Schultz. Erinnern Sie sich an Feldwebel Schultz? ‘I seh’ nix, i hör nix und i woaß nix.’ Erinnern Sie sich, wie er… Ich möchte, dass Sie’s genauso machen.“
  - Außerdem erfolgt eine Erwähnung in Staffel 3 Folge 23 der Serie Navy CIS, durch Tony: „Genau wie Feldwebel Schultz. Isch weeß gar nischt.“.
  - In der Folge Zeugung verhindert (Originaltitel: Emission Impossible) der Zeichentrickserie Family Guy sieht Cleveland Brown, wie Stewie aus einem Roboter aussteigt, der Peter ähneln soll, und reagiert darauf mit „ich hab nichts gesehen, gar nichts!“ (Original: „I see nothing, nothing!“). Die Anspielung geht in der deutschen Synchronisation zum Teil verloren.
- Die Zeichentrickserie Disneys Große Pause verweist in der Folge Das Seniorenheim auf Ein Käfig voller Helden: Ein alter Weltkriegsveteran namens Logan erinnert sich an seine Tage im Kriegsgefangenenlager. Es beginnt eine Rückblende und man erkennt ein Kriegsgefangenenlager im Stil der Serie. Zudem ist im Hintergrund an einer der Baracken die Zahl 13 zu sehen, als sich gerade Logans Männer vor Kommandant Pricklyton aufgestellt haben. Kommandant Pricklyton selbst ist eine Anspielung auf Oberst Klink. Der namenlose Feldwebel ist eine Anspielung auf Feldwebel Schultz, der zum Kommandanten „ich woaß gar nix“ sagt. In der deutschen Fassung wird der Feldwebel passenderweise von Tom Deininger gesprochen.
- In der Stop-Motion-Serie Robot Chicken sind Oberst Klink und Feldwebel Schultz in der Folge Metal Militia zu sehen, synchronisiert von Seth Green. Im letzten Kapitel der Folge wird die Serie wie folgt parodiert: Hulk Hogan und weitere Wrestler – anstelle von Col. Hogan und seinen Mitgefangenen – planen die Flucht aus dem Gefangenenlager, während Adolf Hitler einen Besuch bei Oberst Klink im Stalag 13 abstatten will.
- Die Folge Willkommen zum Oktoberfest der Serie Community enthält mehrere Verweise auf Ein Käfig voller Helden.
- In der Folge Neustart (Originaltitel: Tomorrowland) der Serie Mad Men erzählt Megan ihrem Freund Don, dass ihre Freundin eine Schauspielerin sei, die in zwei Folgen von Ein Käfig voller Helden mitgespielt hat.

### Film
- Eine Anspielung auf die Serie findet sich im Film Stoßtrupp Gold, als der bestens in der Unterwelt vernetzte Nachschuboffizier „Speckbacke“ (engl.: Crapgame) sich telefonisch an einen bei der „Feindaufklärung“ tätigen Hogan wendet. Auch der Originaltitel Kelly's Heroes lässt sich als Anspielung verstehen.
- Der Film Auto Focus, der sich an der Biografie von Hogan-Darsteller Bob Crane orientiert, greift Ein Käfig voller Helden direkt auf. Crane wird dabei von Greg Kinnear dargestellt, Sigrid Valdis von Maria Bello, Werner Klemperer von Kurt Fuller, John Banner von Lyle Kanouse, Robert Clary von Christopher Neiman und Richard Dawson von Michael E. Rodgers.

## Episoden-Übersicht
| Staffel 1 1965–1966 (32 Episoden) 1. Kuckuck im Nest (s/w, Sat.1: Wer anderen eine Grube gräbt) 2. Operation „Tiger“ (Sat.1: Panzer verloren?) 3. Kommandant des Jahres (Sat.1: Eine Bomben-Feier) 4. Es war einmal ein General (Sat.1: Höchste Eisenbahn) 5. Die Pflicht zu fliehen (Sat.1: Der Flug der Walküre) 6. Das graue Phantom 7. Mit eingebauter Bombe (Sat.1: Wie vergiftet man eine Brücke?) 8. Achtung, Aufnahme! (Sat.1: Der Dreh mit dem Dreh) 9. Was ist in dem Faß? (Sat.1: Schweres Wasser – Leichtes Spiel) 10. Kennen Sie Lili Marleen? (Sat.1: Klinks Wanzen) 11. Der Zahnarzttermin (Sat.1: Der neue Besen) 12. In einer Blitzaktion (Sat.1: Für Wissenschaft und Vaterland) 13. Die falschen Fünfziger (Sat.1: Hogans Kellner-Brigade) 14. Alles in Öl (Sat.1: Schwarzes Gold) 15. Reservierung erbeten! (Sat.1: Hogans Flucht-Reisebüro) 16. Ein Schiff wird kommen (Sat.1: Ahoi, Colonel Hogan) 17. Alles Gute zum Geburtstag (Sat.1: Die Geburtstagsparty) 18. Sie sind Gold wert! (Sat.1: Lager im Goldrausch) 19. Hansi und Putzi (Sat.1: Studienfreunde) 20. Nichts geht über Dynamit (Sat.1: Eine Ladung Dynamit) 21. Schultzie über alles (Sat.1: Rollenspiel) 22. Pizza und Santa Lucia (Sat.1: Pizzeria Stalagnani) 23. Hogans Handlanger (Sat.1: Der Stellvertreter und sein Onkel) 24. Radar und Raketen (Sat.1: Funkpeiler und Feuerteufel *) 25. Das todsichere Hütchenspiel (Sat.1: Absolut übersinnlich *) 26. Das Geld des Prinzen (Sat.1: Prinz ist Trumpf *) 27. Die Safeknacker-Suite (Sat.1: Das Schlüsselerlebnis *) 28. Ganz in schwarz (Sat.1: Wer trägt schon gerne Röcke? *) 29. Das Ablenkungsmanöver (Sat.1: Der nachtblinde Attentäter *) 30. Die Witwe Linkmeyer (Sat.1: Klink auf Freiersfüßen *) 31. Die Feuerteufel (Sat.1: Wo Rauch ist, ist kein Feuer *) 32. Eine verrückte Mission (Sat.1: Erlaubnis zum Aufbruch *) * nicht mehr bei Sat.1 ausgestrahlt | Staffel 2 1966–1967 (30 Epis.) 1. Adler und Teufelskerl (Sat.1: Der entführte General) 2. Die Schultz-Brigade (Sat.1: Komplott gegen Klink?) 3. Die Milchmädchenrechnung 4. Operation „Aktentasche“ 5. Kontrolliertes Chaos 6. Ein Heldenstück 7. Quell der Freude 8. Das Codebuch 9. Der automatische Babypanzer 10. Marya, die Agentin (Teil 1) 11. Marya, die Agentin (Teil 2) 12. Film und Führer 13. Kein Ersatz für Oberst Klink 14. Klink und seine Rakete 15. Wertvolle Informationen 16. Der General und die Kunst 17. Der Austauschgeneral 18. Der große Bankraub 19. Das verflixte Manöver 20. Eine Frau von Format 21. Ein sehr gefragter Mann 22. Raten Sie, wer kommt 23. Fasse Dich, Kurtz 24. Blumen für die Dame 25. Lüfte den Schleier! 26. Malcolm, der Wunderbare 27. Alles Liebe, Deine Lily 28. Was für ein Skandal! 29. Unternehmen „Wasserjungfer“ 30. Die tapfere Lockente | Staffel 3 1967–1968 (30 Epis.) 1. Der Crittendon-Plan 2. Wölfe unter Schafen 3. Das große Durcheinander 4. Mistbiene sucht Tölpel 5. Vorsicht und Perfektion 6. Klink, der Casanova 7. Hogan spielt Amor 8. Kugelsichere Westen 9. Falsch, fälscher, Fälschung 10. Ab in den Tunnel! 11. Auf nach Paris 12. Der Russe kommt 13. Das Geheimtreffen 14. Der Mann im Schneemann 15. Marya und die Experten 16. Carter als Verräter 17. Das „Manhattan-Projekt“ 18. Die Wundersoße 19. Die müssen verrückt sein! 20. Gretel und die Männer 21. Ihr größter Bluff 22. Was ist mit Argentinien? 23. Propaganda Anna 24. Husch, Husch, ins Körbchen 25. Die schöne Wilhelmina 26. Allein gegen Zehntausend 27. Shanghai-Lilly 28. Schultzie – Ein Genie! 29. Richtiges Affentheater 30. Mit Pfeil und Bogen |

| Staffel 4 1968–1969 (26 Episoden) 1. Trunken vor Liebe 2. Zu Händen von … 3. Papa Bär und das Fräulein 4. Verwirrung um Colonel X 5. Was für Verhörmethoden! 6. Sie sind Rumpelstilzchen? 7. Bitte wegtreten! 8. Vorsicht, frische Farbe! 9. Dinner mit Agentin 10. Aber bitte keine Namen 11. Ein Pulverfaß ist das 12. Der „Blaue Baron“ 13. Alibi für Col. Klink 14. Der Mann in der Kiste 15. Der geniale Nimrod 16. Hogan auf Sendung 17. Geheimpläne im Safe 18. Die benutzte Baronin 19. Ein Schock fürs Leben 20. Keine Sandkastenspiele! 21. Schleudertrauma, oder was? 22. Carters Plan 23. Marya und ihr Zeuge 24. Lady S. – Die treibende Kraft 25. Bonacelli, der Verräter 26. Hogans Geburtstagsfeier | Staffel 5 1969–1970 (26 Episoden) 1. Hollywood läßt grüßen 2. In den Brunnen gefallen 3. Die Fahrt ins Ungewisse 4. Die Fünf von der Tankstelle 5. Die einsame Wilma 6. Rettet den Klink! 7. Natürlich: Bombensicher 8. Das verflixte Negativ 9. Sehr riskantes Spiel! 10. Marschall auf der Flucht 11. Der Fallschirmtrick 12. Die antike Tik Tak 13. Freiwillig zum Verrat 14. Schultz weiß etwas! 15. Donnerwetter, Donnerwetter! 16. Die ärztliche Untersuchung 17. Die Kunsträuber 18. Auf in den Kampf! 19. Yvette aus Paris 20. Dienst in zwei Armeen 21. Sieben auf einen Streich 22. Aufforderung zum Tanz 23. Der Pumpernickelbote 24. Aktion „Lustige Witwe“ 25. Die Schande in Uniform 26. Nun flüchten Sie doch! | Staffel 6 1970–1971 (24 Episoden) 1. Louis ist ein Teufel 2. Experten unter sich 3. Klinks blaue Periode 4. Lady Chitterlys Liebhaber (Teil 1) 5. Lady Chitterlys Liebhaber (Teil 2) 6. Das gemeinsame Ziel 7. Die harte Nuß 8. Mit bestem Beileid 9. Eine Platte für Mama 10. Woche der Verhütung 11. Kapitulieren Sie! 12. Nicht verzagen, Bremsversagen! 13. Wie vom Blitz getroffen 14. Ganz hoher Besuch 15. Spionagering gesprengt! 16. Der heldenhafte Spion 17. Transvestit vom Dienst 18. Pelz oder Leben! 19. Der Verteidiger hat das Wort 20. Marya und die Superwaffe 21. Achtung, Kommandant Linkmeyer 22. Der Mann auf dem Foto 23. Gesundheit, Herr Kommandant 24. Hogan, Lily und Raketen |

## DVD und Blu-ray
In den USA und in Deutschland sind alle 6 Staffeln auf DVD erschienen; in Deutschland zu folgenden Terminen:
| Erste Staffel   | 4. September 2008 |
| Zweite Staffel  | 4. Dezember 2008  |
| Dritte Staffel  | 5. März 2009      |
| Vierte Staffel  | 3. September 2009 |
| Fünfte Staffel  | 8. April 2010     |
| Sechste Staffel | 9. September 2010 |
2014 erschien die gesamte Serie in einer Box mit 26 DVDs. 2018 folgte eine Veröffentlichung auf 23 Blu-ray-Discs in HD.